# Kokou Agbemadon
Kokou Solété Agbemadon est un homme politique togolais du parti Rassemblement du peuple togolais. Il est né le 23 mai 1951 à Lomé au Togo.

## Biographie
Agbemadon est ministre des Mines, de l'Énergie et de l'Eau du 20 juin 2005, jusqu'à ce que le prochain gouvernement soit nommé le 20 septembre 2006.
Il est le premier candidat sur la liste des candidats du RPT pour la préfecture de Yoto lors des élections législatives d'octobre 2007, mais les trois sièges à Yoto sont remportés par le Comité d'action pour le renouveau (CAR) de l'opposition.
Agbemadon est élu membre du comité central du RPT de la préfecture de Yoto lors du 9e congrès du parti en décembre 2006.